# Среднешотландская низменность
Среднешотландская низменность (англ. Central Lowlands) — низменные районы в северной части острова Великобритания, разделяющие Северо-Шотландское нагорье и Южно-Шотландскую возвышенность. На северо-западе границей считается линия от Дамбартона до Стонхейвена. Западный берег низменности ограничен заливом Ферт-оф-Клайд; в восточный вдаются Ферт-оф-Тей и Ферт-оф-Форт.
Низменность сложена красноцветными песчаниками, сланцами и известняками, перекрытыми чехлом морены. Местами встречаются останцовые кряжи и холмы преимущественно из древних изверженных пород. Имеются месторождения каменного угля. По склонам кряжей и холмов — сосновые и берёзовые леса, верещатники.
Низменность густо населена. На ней расположены крупнейшие города Шотландии: Глазго и Эдинбург, а также более мелкие Стерлинг, Данди и другие. В исторический район Лоулендс также включают Южно-Шотландскую возвышенность.